# Nyugat-al-bábi offenzíva (2016. szeptember)
A 2016. szeptemberi nyugat-al-bábi offenzíva a Szíriai Demokratikus Erők által az Iraki és Levantei Iszlám Állam ellen indított katonai hadművelete volt Aleppó kormányzóság északnyugati részén, Mare' és Tel Rifaat városaitól délre.

## Előkészületek
2016. augusztus 14-én, miután egy offenzívában az SDF elfoglalta Mambizs városát, 16 parancsnok vezetésével a szervezet számos részlege a Mambizsi Katonai Tanács mintájára megalapította az Al-Bábi Katonai Tanácsot. Ennek az volt a fő célja, hogy területeket foglaljon el al-Báb környékén, majd magát a várost is visszaszerezze az ISIL-től.A katonai tanács az USA segítségét kérte a tervezett offenzívához. A tanács fő csapatai keletről támadnák meg a várost, de a tanács egyes részei nyugaton is jelen lennének.

## Az ooffenzíva

### Az SDF kezdeti előretörése
2016. augusztus 30-án heves aknavetőtámadások és az amerikai légierő bombázásait követően az ISIL kivonult több faluból is, így az Afrinban állomásozó SDDF-erők el tudták foglalni Maarat Umm Hawsh, Umm Qura, Herbel és Tell Qarah falvait. A támadásban a megtámadott csoport 13 harcosa halt meg, és megsemmisítették öt járművüket.

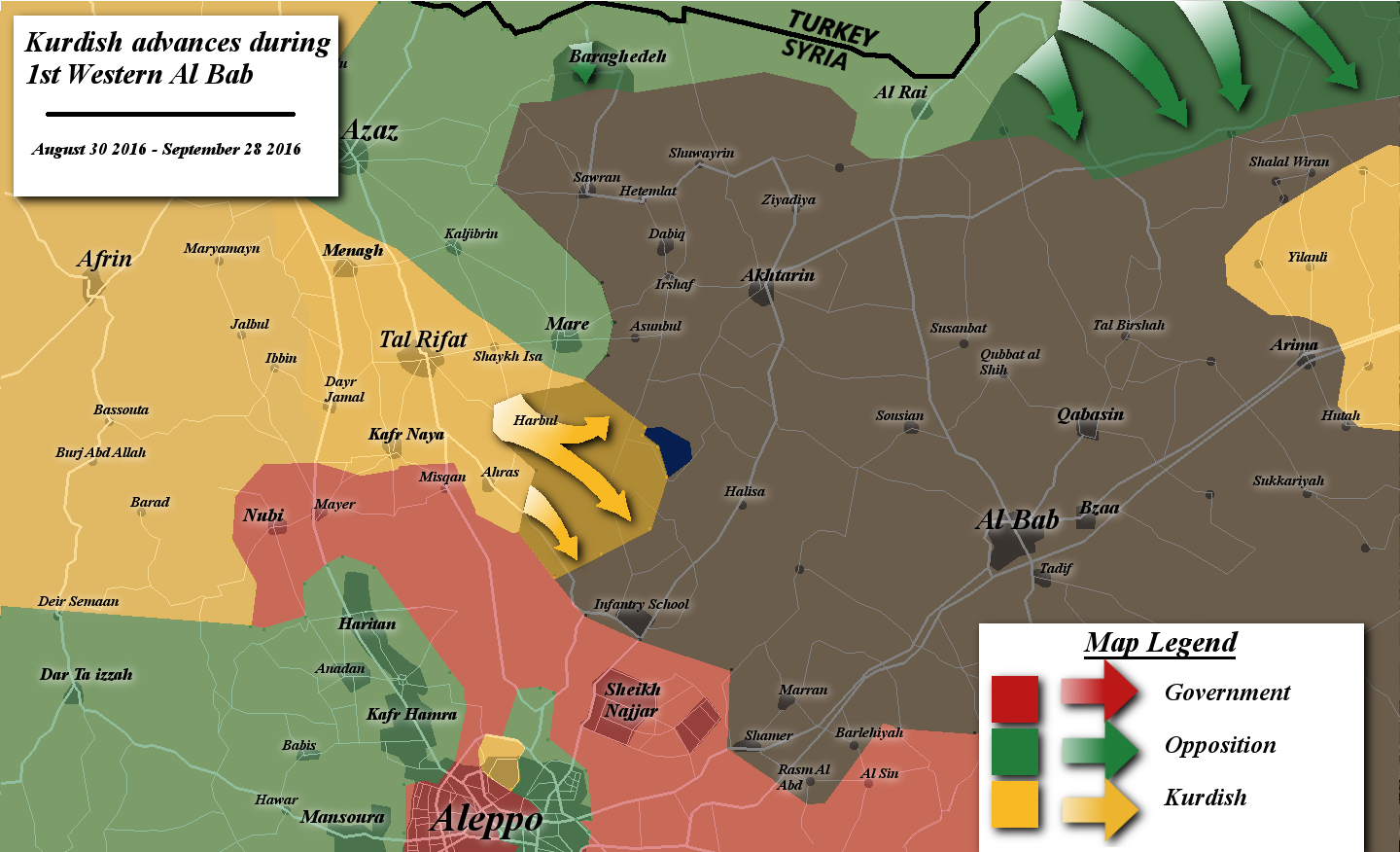
Az offenzíva térképe

Másnap az ISIL Herbel mellett ellentámadást indított, és rövidesen visszafoglalta a települést. Rövidesen azonban a Forradalmárok Hadserege visszatért, az elvesztett területet visszafoglalta, és több biztonságba helyezett fegyvert és lőszert elkobzott. A település felett ezután a szír függetlenség zászlaja lobogott. Az USA egyik légi támadása megsemmisítette a terület egyik aknavetőjét. Este az ISIL két autóbombát küldött a faluba, de ezeket még azelőtt megsemmisítették, mielőtt elérték volna célpontjaikat.
Szeptember 2-ig az SDF műszaki egysége 79 taposóaknát telepített és élesített. Az USA légitámadásai aznap az ISIL hét állását és egy fegyverraktárát semmisítette meg. Umm Qura területén az SDF állásait az éjszaka lőtte az ISIL, de a szírek viszonozták a tüzet. Továbbra is folyt az aknamentesítés, mivel több tucat akna maradt a faluban.
Szeptember 4-én az ISIL a falvak nehéztüzérséggel történő bombázása után újabb ellentámadást indított Umm Hosh és Umm Qara ellen. A csoport állításai szerint Umm Qara falut visszafoglalta, az SDF nagyjából 30 harcosát megölte, és  páncéltörő rakétával két páncélozott járművét megsemmisítette. Szeptember 6-án az SDF elfoglalta Wahshiyah falut.
Szeptember 8-án az ISIL al-Bábból a várostól keletre fekvő Khafsa területére vitte át a központját, amihez több tucat járművet mozgósított. Erre egy nappal azután került sor, hogy a törökök vezette felkelők bejelentették, hogy ők szintén szeretnék elfoglalni a várost.

### Az ISIL ellentámadása és az SDF további térnyerése
Szeptember 19-én, miután a falut rakétakilövőkből lőtték és két autóbombát felrobbantottak, az ISIL újabb ellentámadást indított  Umm Hosh ellen, ezúttal három irányból. Az ISIL és az SDF közti intenzív összecsapások másnap is folytatódtak és 16 SDF harcost megöltek. Az Umm Hosh fronton alább hagytak a harcok, de a falu külső részein tovább folytatódtak.
Szeptember 24-én és 25-én az ISIL elfoglalta al-Hasia és Hassadjek területét, a Tell Qara környékén, attól délre fekvő Bayt Isa és Tall Saussine még összecsapások helyszíne maradt.  Ezután az SDF 20 km-re megközelítette al-Báb városának nyugati felét.
Szeptember 28-án az ISIL ezúttal a negyedik ellentámadását indította, mely során két autóbombát robbantottak fel az SDF ellenőrző pontjainál Umm Qura és Umm Hosh környékén, valamint aknavetőkkel lőtték az SDF környékbeli központját. Erre válaszul az SDF nehéztüzérséggel támadott az ISIL állásaira Wahshiya, Hesasik és Tel Maled falvak területén. Az SDF szerint az ISIL 16 milicistáját megölték az összecsapásban, miközben ők 6 harcosukat vesztették el. Az SDF és az ISIL között a harcok kiütköztek Herbel városa közelében is, ahol az SDF szerint az ISIL két járművét megsemmisítették, nyolc harcosukat pedig megölték. Az összecsapásokban az SDDF 3 harcosa esett el.
Az USA légiereje legalább három alkalommal segítette az SDF előrehaladását azzal, hogy az ISIL állásait lőtték, és emiatt vissza kellett vonulniuk. Ahmed Sultan, az SDF szóvivője azt nyilatkozta, hogy az összecsapások éjfél körül elcsendesedtek, és az USA légicsapásai hatására az ISIL elhagyta állásait.

## Következmények – Az SDF összetűzése a törökök támogattaFSA-val
Október közepén a Törökország támogatását élvező FSA seregeinek az ISIL elleni dabiqi előretörésének hatására az SDF elkezdett egyre több területet elfoglalni.